# .bu
.bu е интернет домейн от първо ниво, предназначен за Бирма. Представен е през 1989. Този домейн никога не е използван поради бързата промяна името на държавата на Мианмар преди домейнът да бъде пуснат през 1997. За Мианмар по-късно е отреден домейнът .mm.